# Lannoy-Cuillère
 Lannoy-Cuillère  es una comuna y población de Francia, en la región de Picardía, departamento de Oise, en el distrito de Beauvais y cantón de Formerie.
Su población en el censo de 1999 era de 211 habitantes.
Está integrada en la Communauté de communes de la Picardie Verte .
- Datos: Q1337491
- Multimedia: Lannoy-Cuillère / Q1337491

1. ↑  Worldpostalcodes.org, código postal n.º 60220.
2. ↑  INSEE, Datos de población para el año 2012 de Lannoy-Cuillère (en francés).